# Manta Open 2011
Il Manta Open 2011 è stato un torneo professionistico di tennis maschile giocato sul cemento. È stata l'8ª edizione del torneo, che fa parte dell'ATP Challenger Tour nell'ambito dell'ATP Challenger Tour 2011. Si è giocato a Manta in Ecuador dal 18 al 24 luglio 2011.

## Partecipanti

### Teste di serie
| Nazionalità     | Giocatore              | Ranking* | Testa di serie |
| --------------- | ---------------------- | -------- | -------------- |
| Sudafrica       | Izak van der Merwe     | 123      | 1              |
| Brasile         | Rogério Dutra da Silva | 134      | 2              |
| Colombia        | Carlos Salamanca       | 175      | 3              |
| Argentina       | Brian Dabul            | 209      | 4              |
| Rep. Dominicana | Víctor Estrella Burgos | 212      | 5              |
| Argentina       | Sebastián Decoud       | 216      | 6              |
| Brasile         | Fernando Romboli       | 242      | 7              |
| Argentina       | Facundo Argüello       | 260      | 8              |

- Ranking all'11 luglio 2011.

### Altri partecipanti
Giocatori che hanno ricevuto una wild card:
- Galo Barrezueta
- Joseph Correa
- Diego Hidalgo
- Roberto Quiroz

Giocatori che sono passati dalle qualificazioni:
- Nicolás Barrientos
- Iván Endara
- Emilio Gómez
- Juan Sebastián Gómez

## Campioni

### Singolare
Brian Dabul ha battuto in finale  Facundo Argüello con il punteggio di 6–1, 6–3

### Doppio
Brian Dabul /  Izak van der Merwe hanno battuto in finale  John Paul Fruttero /  Raven Klaasen, 6–1, 6(2)–7, [11–9]